# 君が君で君だ
『君が君で君だ』（きみがきみできみだ）は、2018年7月7日に公開された日本映画。監督は松居大悟。
松居が長年温めてきたオリジナル脚本で、思いを寄せる女性のために彼女が憧れる人物（尾崎豊、ブラッド・ピット、坂本龍馬）にそれぞれ10年間なりきってきた3人の男の愛の結末を描く。
作中では、池松壮亮が尾崎豊の楽曲を歌唱する。

## キャスト
- 尾崎豊（になりきる男）：池松壮亮
- 姫 / パク・ヨンソン：キム・コッピ - 3人の男が思いを寄せる女性[7]
- ブラピ（になりきる男）：満島真之介
- 坂本龍馬（になりきる男）：大倉孝二
- 宗太：高杉真宙[8][7]
- 中村映里子
- 山田真歩
- 光石研（特別出演）
- 友枝：向井理[6]
- 星野：YOU[6]

## スタッフ
- 監督・原作・脚本：松居大悟
- 音楽：半野喜弘
- エンディングテーマ：「僕が僕であるために」（作詞・作曲：尾崎豊）
- 製作：間宮登良松、吉崎圭一、前嶋宏
- エグゼクティブプロデューサー：加藤和夫
- 企画・プロデュース：阿部広太郎
- プロデューサー：川﨑岳、日野原彩子
- アソシエイトプロデューサー：原田耕治
- ラインプロデューサー：和田大輔
- キャスティングプロデューサー：田端利江
- 特別協力：須藤晃
- 撮影：塩谷大樹
- 美術・装飾：遠藤善人
- 照明：西尾慶太
- 録音・整音：竹内久史
- 衣装：立花文乃
- ヘアメイク：酒井夢月
- 編集：エリザベス宮地
- ポストプロダクションプロデューサー：鈴木仁行
- VFXディレクター：呉岳
- 助監督：Hijiri Jon
- 制作担当：土田守洋
- 宣伝プロデューサー：渡辺尊俊
- アートディレクター：中尾祐輝
- 配給：ティ・ジョイ
- 制作プロダクション：レスパスフィルム[8]
- 製作：「君が君で君だ」製作委員会（東映ビデオ、電通、東京メトロポリタンテレビジョン）

## 製作
2017年12月26日に本作の情報が発表された。2018年3月15日には公開日の決定とともに「超特報映像」が発表され、尾崎豊、ブラッド・ピット（タイラー・ダーデン）、坂本龍馬に扮した3人が尾崎豊の楽曲「僕が僕であるために」を歌唱するシーンが公開された。